# Marcos Martín
Marcos Martín (né en 1972 à Barcelone) est un auteur de bande dessinée espagnol qui travaille depuis la fin des années 1990 pour le marché du comic book aux États-Unis.

## Biographie
Ses principaux travaux sont Batgirl: Année Un avec Scott Beatty et Chuck Dixon (2003), Breach avec Bob Harras (2005-2006), plusieurs histoires pour The Amazing Spider-Man (2008-2011), Daredevil avec Mark Waid (2011) et The Private Eye avec Brian K. Vaughan (depuis 2013).

## Prix et récompenses
- 2012 : Prix Eisner de la meilleure série pour Daredevil (avec Mark Waid)
- 2015 : Prix Eisner et Prix Harvey de la meilleure bande dessinée en ligne (avec Brian K. Vaughan) pour The Private Eye
- 2018 : Prix Harvey du livre numérique de l'année (avec Brian K. Vaughan et Muntsa Vicente) pour Barrier
- 2021 : Prix Eisner de la meilleure bande dessinée en ligne pour Friday (avec Ed Brubaker)[1]
- 2024 : Prix Eisner de la meilleure bande dessinée en ligne pour Friday vol. 7-8 (avec Ed Brubaker)[2]